# Midsommervisen
Midsommervisen är det populära namnet på den danska sången "Vi elsker vort land" av Peter Erasmus Lange-Müller till text av Holger Drachmann. Text och musik tillkom 1885. Sången ingår i sagospelet Der var engang, opus 25, som hade premiär på Det Kongelige Teater 1887. Sången ingår i Danmarks kulturkanon.
De första tre stroferna sjungs i Danmark sedan början av 1920-talet vid firandet av Sankt Hans den 23 juni.
Den danska popgruppen Shu-Bi-Dua skrev en egen melodi till Drachmanns text som spelades in på albumet Shu-Bi-Dua 7 1980.